# Frontière entre les Kiribati et Nauru
La frontière entre les Kiribati et Nauru est une frontière internationale exclusivement maritime située dans l'océan Pacifique. Elle délimite la zone économique exclusive entre les deux pays sous la forme d'une ligne droite grossièrement orientée nord-sud à mi-chemin entre Nauru et l'île gilbertine de Banaba.
L'accord a été conclu le 29 août 2012 sur la base d'une équidistance composée de lignes géodésiques reliant 16 points. L'extrémité nord est un tripoint avec les îles Marshall alors que le point sud donne sur une zone des eaux internationales enclavée par plusieurs ZEE de la Mélanésie
- KMNl : 1° 46′ 38,33″ N, 168° 33′ 36,88″ E - Tripoint Kiribati-îles Marshall-Nauru
- KN2 : 1° 15′ 28,93″ N, 168° 29′ 32,58″ E
- KN3 : 0° 29′ 46,28″ N, 168° 23′ 34,85″ E
- KN4 : 0° 08′ 21,2″ N, 168° 20′ 47,89″ E
- KN5 : 0° 17′ 43,03″ S, 168° 17′ 25,39″ E
- KN6 : 0° 41′ 14,47″ S, 168° 14′ 24,23″ E
- KN7 : 0° 57′ 52,28″ S, 168° 12′ 16,17″ E
- KN8 : 1° 06′ 04,59″ S, 168° 11′ 17,7″ E
- KN9 : 1° 33′ 47,11″ S, 168° 07′ 59,75″ E
- KNl0 : 2° 08′ 30,19″ S, 168° 03′ 46,11″ E
- KNl1 : 2° 14′ 38,85″ S, 168° 03′ 01,29″ E
- KN12 : 2° 24′ 39,29″ S, 168° 01′ 49,77″ E
- KNl3 : 2° 46′ 52,79″ S, 167° 59′ 10,56″ E
- KN14 : 3° 23′ 10,33″ S, 167° 54′ 50,94″ E
- KN15 : 3° 46′ 14,42″ S, 167° 52′ 06,28″ E